# Catherine Lucille Moore
Catherine Lucille Moore, född 24 januari 1911 i Indianapolis, död 4 april 1987 i Hollywood, var en amerikansk författare som skrev science fiction och fantasy. Hon var främst aktiv under 1930-talet med pseudonymen C.L. Moore och under 1940-talet som hälften av pseudonymet Lewis Padgett.
Moore var en av de första amerikanska kvinnor att publicera i fantastik-genren. Hennes protagonist Jirel of Joiry räknas som den första kvinnliga sword and sorcery-hjälten. Utmärkande för hennes tidiga verk var det i genren ovanliga fokuset på känslor och sensualitet.
Moore studerade som ung på Indiana universitet och publicerade där tre noveller i studenttidningen. Hon tvingades av ekonomiska skäl avbryta studierna, men återupptog dem många år senare och tog 1954 en examen vid University of Southern California. Hon arbetade sedan från 1958 på USC som lärare i skrivande.
Moore var gift två gånger: från 1940 till 1958 med författaren Henry Kuttner, som även var hennes samarbetspartner. Efter hans död gifte hon om sig med läkaren Thomas Reggie, ett äktenskap som varade från 1963 till hennes död 1987.

## Karriär
Moore debuterade professionellt med novellen Shambleau i pulptidskriften Weird Tales 1933, vari hon introducerade den återkommande huvudpersonen Northwest Smith. Både tidskriftens redaktör Farnsworth Wright och andra författare knutna till Weird Tales, bland dem H.P. Lovecraft, talade om novellen i positiva ordalag.
För Shambleau erhöll Moore 100 dollar. Då hon vid denna tid arbetade som banksekreterare med en lön på ungefär 25 dollar i veckan, var det ett betydande ekonomiskt tillskott. Det var också främst för att förhindra arbetsgivaren från att få vetskap om sidosysslan som författare som Moore först publicerade med endast initialer och efternamn. En följd blev dock att många av Weird Tales läsare utgick från att hon var en man.
Efter flera noveller om rymdäventyraren Northwest Smith, utkom 1934 den första Jirel av Joiry-berättelsen i Weird Tales: The Black God's Kiss. Denna serie om den franska svärdskvinnan Jirel, som från 1200-talet reste till fantastiska dimensioner och upplevde äventyr, skulle komma att omfatta sex noveller totalt.
1934 började Moore publicera även i tidskriften Astounding med novellen The Bright Illusion.
Författandet blev hennes huvudsyssla 1940 i samband med att hon gifte sig med Henry Kuttner. Paret publicerade frekvent under 40-talet under pseudonymerna Lewis Padgett och Laurence O'Donnell. En del berättelser publicerades endast i Kuttners namn, men verkar ha varit skrivna av båda parter. För det som Moore under denna period signerade som eget material, verkar dock inte maken ha bidragit i någon betydande grad.
Den amerikanska familjefilmen The Last Mimzy från 2007 är löst baserad på Padgett-novellen Mimsy Were the Borogroves från 1943.
1944 utkom i Moores eget namn No Woman Born, en novell som kallats en feministisk utopi och tillskrivits klassikerstatus. No Woman Born handlar om Deirdre, en kvinnlig sångare och underhållare som får förödande skador i en brand. Hon ges en ny cyborg-kropp och berättelsen tar vid när hon åter stiger ut i offentligheten med sin nya gestalt. Berättelsen hänvisar till den mytologiska Deirdre, en tragisk hjältinna ur den iriska Ulstercykeln. Mytens Deirdre är så skön, att männen går ut i krig för henne. I Moores berättelse, blir männen i stället osäkra på Deirdres mänsklighet och kvinnlighet, utifrån hennes nya status som cyborg.
Efter Kuttners död 1958 slutade Moore att publicera skönlitteratur. Både hon och maken hade under 50-talet börjat med manusförfattande och Moore fortsatte på detta spår, bland annat med manus för western tv-serien Maverick.

## Utmärkelser
1981 tilldelades Moore för sitt livsverk World Fantasy Award. Hon inkluderades postumt i Science Fiction and Fantasy Hall of Fame 1998.
Moore och Kuttner verk tilldelades 2004 gemensamt Cordwainer Smith Rediscovery Award, vars avsikt det är att ge uppmärksamhet till förbisedda science fiction författare. Priset delades ut av stiftelsen ägnad science fiction-författaren Cordwainer Smiths minne, via en jury som bestod av Robert Silverberg, Gardner Dozois, John Clute och Scott Edelman.
Moore och Kuttner har två gånger postumt vunnit det Retrospektiva Hugopriset: 2018 belönades deras novell The Twonky, som publicerats i Astounding 1942. Året därpå vann Mimsy Were the Borogoves kortnovell-kategorin. Den var publicerad i Astounding 1943 under Lewis Padgett-pseudonymet.